# Freiwilliger (Militär)

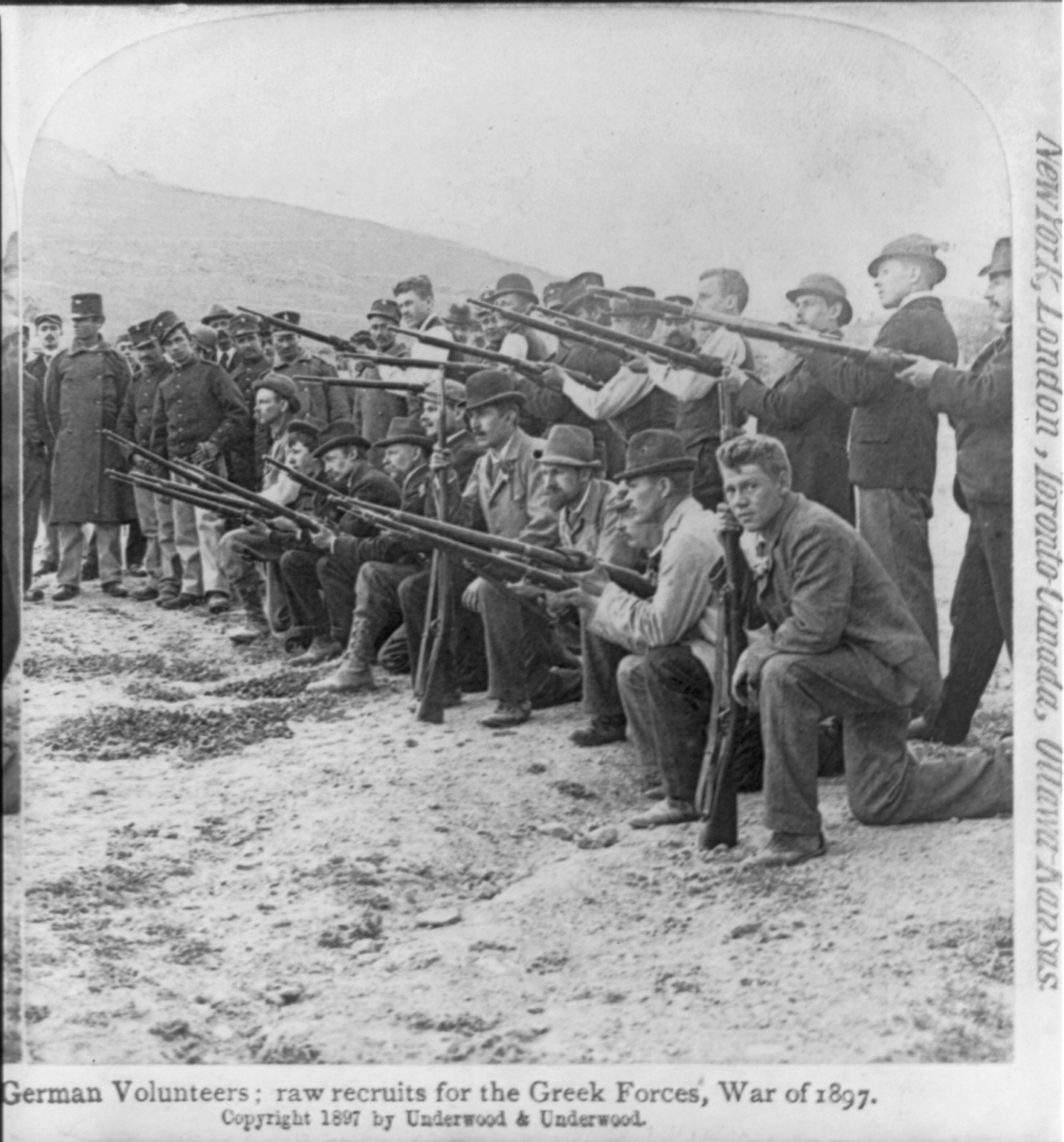
Deutsche Freiwillige für die griechische Armee im Türkisch-Griechischen Krieg von 1897

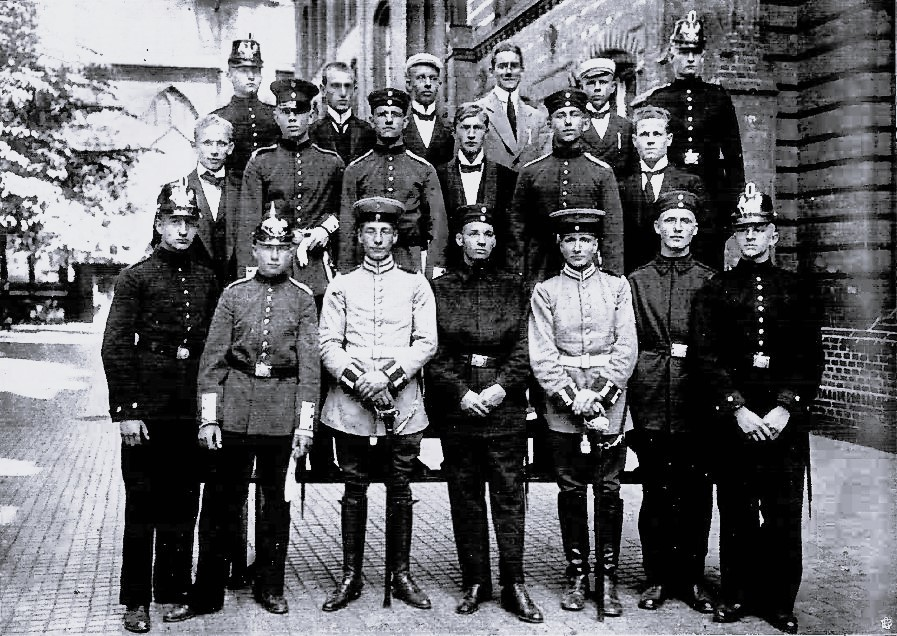
Kriegsfreiwillige Oberprimaner des Katharineums zu Lübeck nach bestandener Notprüfung, 1914

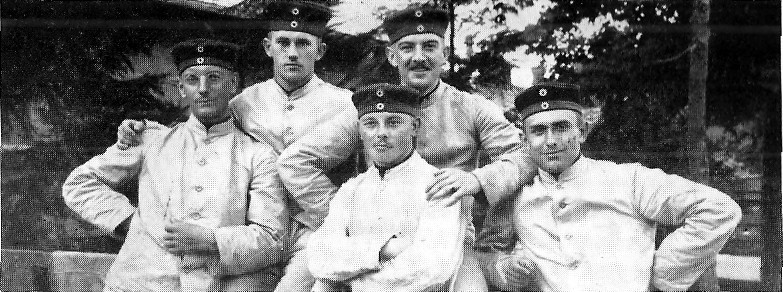
Kriegsfreiwillige Seminaristen des Reserve-Jäger-Bataillons Nr. 23

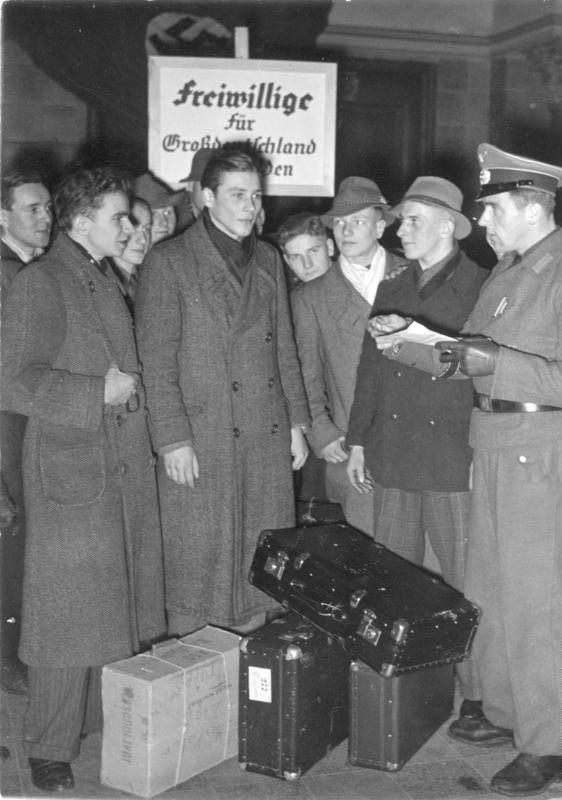
Deutsche Kriegsfreiwillige rücken bei der Panzergrenadier-Division „Großdeutschland“ ein, Februar 1944

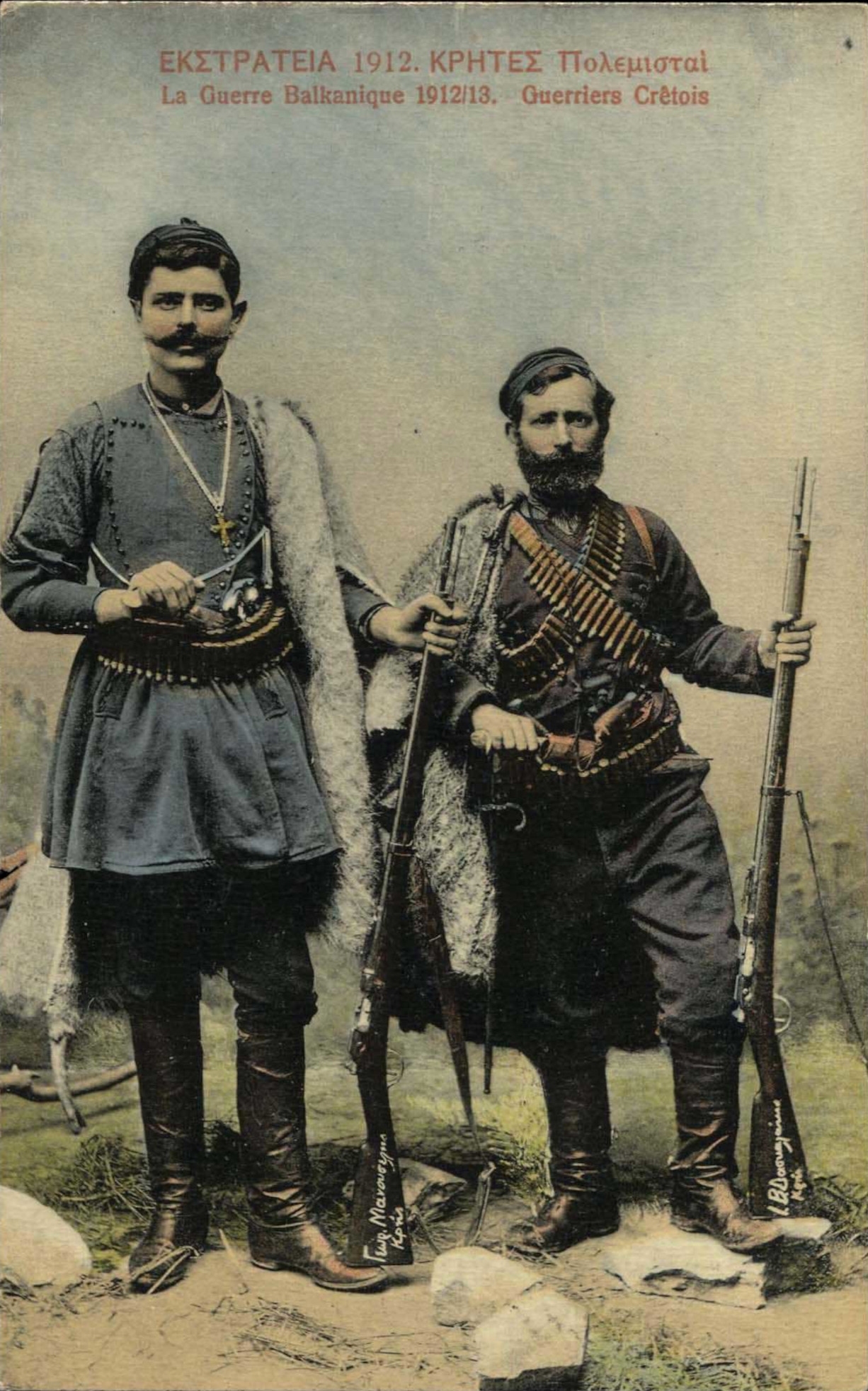
Kretische Freiwillige im Balkankrieg 1912/13

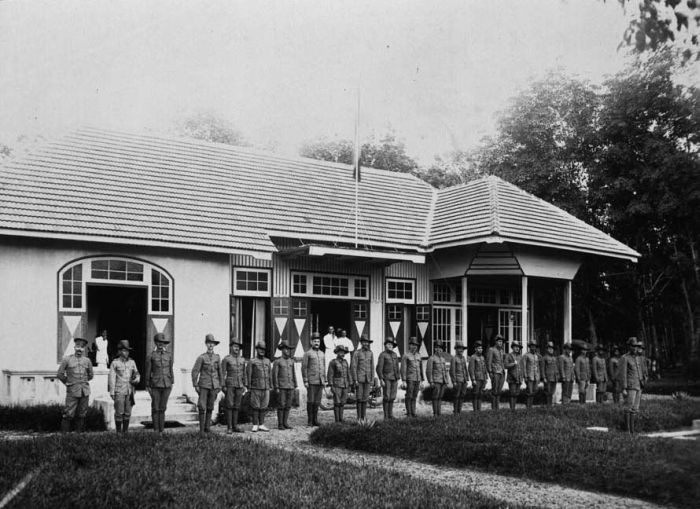
Niederländische Freiwillige im Dezember 1918 in Indonesien

Als Freiwilligen bezeichnet man einen Soldaten, der sich freiwillig zum Militärdienst verpflichtet hat. Auch Soldaten, die sich freiwillig für einen bestimmten Einsatz (z. B. ein Kommandounternehmen) verpflichten, nennt man Freiwillige. Freiwillige, die nicht Teil der Streitkräfte sind, nennt man Söldner.
Einen militärischen Verband, der überwiegend aus Freiwilligen besteht, nennt man Freiwilligenverband oder Legion. Ein besonderer Typ der Legion ist die Fremdenlegion.

## Voraussetzung
Handlungsfreiheit ist Voraussetzung für die freiwillige Meldung zum Militär.

## Merkmale
Der Psychologe David Mantell stellte in einer umfassenden Befragung amerikanischer Kriegsfreiwilliger eine machtbetonte familiäre Sozialisation als Ursache ihrer militärischen Aggressivität fest.

## Historische Entwicklung
Schon vor der Entwicklung des Wehrdienstes und der Wehrpflicht im heutigen Sinne wurden im Militärwesen wehrfähige Männer zum Wehrdienst verpflichtet oder auf andere Weise rekrutiert. In der Geschichte stellte man Truppen aus Sklaven, Unfreien und Leibeigenen auf, warb Freiwillige an oder preßte Männer zum Militärdienst. Erstmals gab es in Ägypten zur Zeit des Alten Reiches eine Wehrpflicht.
Die aus Jägern und Forstleuten 1631 unter der Regentschaft von Landgraf Wilhelm V. von Hessen-Kassel aufgestellte Jägertruppe ist die älteste im deutschen Sprachraum. Im Gegensatz zu vielen Fremden oder Gepressten der Infanterie der damaligen Zeit waren es freiwillig dienende Männer, sie galten als besonders loyal zu ihrem Landesherrn.
In den Befreiungskriegen gegen die Besetzung durch das napoleonische Frankreich dienten Freiwillige nicht nur in den regulären Truppen, sondern auch in diversen Freiwilligenverbänden wie etwa dem Lützowschen Freikorps.
Abgesehen von den Kadern, die aus Soldaten auf Zeit bzw. Berufssoldaten bestanden, konnten Wehrpflichtige mit höherer Schulbildung in der Alten Armee des deutschen Kaiserreichs als sogenannte Einjährig-Freiwillige dienen. Ziel dieser Einrichtung war die Schaffung eines Reserveoffizierskorps aus dem wohlhabenden und privilegierten Teil der Gesellschaft. Der Begriff Kriegsfreiwillige im Sinne des § 98,2 der Wehrordnung bezeichnete Männer, die sich nach Ausbruch eines für die Dauer der Kampfhandlungen zum Dienst meldeten.
Nach preußischem Vorbild wurden auch in Österreich-Ungarn, für die begüterte und intellektuelle Führungsschicht das Privileg, sich als Einjährig-Freiwilliger zu melden, mit dem Vorteil eines verkürzten (ein statt drei Jahre) und aufteilbaren Wehrdienstes geschaffen. Zudem wurden sie zu zehn Jahren Reserve- und acht Landwehrdienst verpflichtet und hatten ihre feldmäßige Ausrüstung selber zu zahlen. Für ihre beruflichen Notwendigkeiten kam ihnen aber die Armee zeitlich entgegen.
Im deutschen Kaiserreich bezeichnete der Begriff Kriegsfreiwillige jene Männer, die sich im Sinne des § 98,2 der deutschen Wehrordnung bei einer Mobilmachung für die Dauer des bevorstehenden Ersten Weltkrieges zum Eintritt in die Armee meldeten. Diese Kriegsfreiwilligen im eigentlichen Wortsinn waren nur ungediente Freiwillige eines noch nicht militärpflichtigen Jahrgangs, die noch nicht gemustert und der Ersatzreserve bzw. dem Landsturm zugeteilt worden waren. Sie hatten also im Regelfall das 20. Lebensjahr bei Kriegsausbruch noch nicht erreicht. Die deutsche Heeresführung stellte nach Kriegsbeginn mehrere Reservekorps auf, denen die meisten der schon August 1914 eingetretenen Kriegsfreiwilligen zugeteilt wurden. Mehrere dieser Reservekorps kamen in der Schlacht um Ypern im Herbst 1914 erstmals zum Einsatz und erlitten hohe Verluste.
Polnische, tschechische und slowakische Einwanderer aus dem Großraum Paris und aus Nordfrankreich engagierten sich im Ersten Weltkrieg in der Französischen Armee. Damit wollten sie die Vormachtstellung Deutschlands und Österreich-Ungarns gegenüber ihren Heimatländern bekämpfen.
Bei Ausbruch des Ersten Weltkrieges gründeten polnische Einwanderer das Komitee der polnischen Freiwilligen. Damit wollten sie ihre Bereitschaft zeigen, in der französischen Fremdenlegion zu kämpfen. Zusammen mit Gleichgesinnten tschechischen und slowakischen Einwanderern formten sie im Ausbildungslager in Bayonne eine Kompanie mit dem Beinamen „Nazdar“. Bei der französischen Offensive im Artois im Mai 1915 (Lorettoschlacht) starben viele von ihnen.
Nach dem Kriegseintritt Italiens 1915 haben sich in Österreich-Ungarn über 10.000 freiwillige Schützen für den Kriegsdienst gemeldet.
Die Reichswehr bestand aufgrund der Auflagen des Versailler Vertrages bis 1935 ausschließlich aus Freiwilligen im Sinne von Soldaten auf Zeit.
Die Internationalen Brigaden der Republikaner im Spanischen Bürgerkrieg waren ein Freiwilligenverband von nicht-spanischen Antifaschisten.
Nach dem Kriegsbeginn 1939 meldeten sich im Deutschen Reich zahlreiche Freiwillige. Auch meldeten sich während des Krieges Ausländische Freiwillige der Waffen-SS. Ihnen wurde eine Einbürgerung zugesagt. In mehreren europäischen Ländern wurden mit hohen Freiwilligenanteilen Einheiten wie z. B. die spanische Blaue Division aufgestellt. Auch auf alliierter Seite meldeten sich zahlreiche Freiwillige (siehe unten).
Am 15. und 16. Juli 1955 verabschiedete der Deutsche Bundestag gegen die Stimmen der SPD das Freiwilligengesetz, das die Einstellung von 6.000 Freiwilligen in die Bundeswehr gestattete. Dies war ein wichtiger Schritt hin zur Gründung der Bundeswehr. Im ersten Jahr meldeten sich 150.000 Bürger freiwillig zur Bundeswehr. Die Wehrpflicht wurde in Deutschland im Juli 1956 per Gesetz beschlossen. Nach Aussetzung der Wehrpflicht in Deutschland gibt es seit dem 1. Juli 2011 bei der Bundeswehr neben Berufssoldaten und Soldaten auf Zeit auch freiwillig Wehrdienst leistende Soldaten (FWDL).
Die Nationale Volksarmee der Deutschen Demokratischen Republik war in den ersten Jahren eine reine Freiwilligenarmee, da bis zum Mauerbau 1961 eine Wehrpflicht nicht durchsetzbar war.
In der israelischen Armee besteht das Sar-El-Programm, in dem Nichtisraelis unabhängig von der Herkunft für einige Wochen unbewaffneten Dienst bei den Streitkräften leisten können.

## Situation nach Ländern

### Deutschland
Die Bundeswehr wurde mit der Aussetzung der Wehrpflicht 2011 in eine Freiwilligenarmee umgewandelt. Davor konnten Wehrpflichtige sich freiwillig vor ihrer Einberufung oder über das Maß der Wehrpflicht hinaus zum Militärdienst verpflichten. FWDL ist die Bezeichnung für freiwillig Wehrdienstleistende Soldaten in der Bundeswehr.

### USA

Die weit verbreitete Abbildung von Uncle Sam entstammt einem Rekrutierungsplakat aus dem Ersten Weltkrieg von James Montgomery Flagg.

Die U.S. Army kennt Volontärtruppen (United States Volunteers), die aus Freiwilligen oder aber auch aus Miliztruppen der einzelnen U.S. Staaten bestehen können. Vom U.S. Präsidenten zum Kriegsdienst aufgerufen, waren sie besoldet wie die regulären Truppen. Beförderungen von Offizieren der Volontärtruppen galten nur für den Einsatz während eines Kriegseinsatzes (Brevet), im Gegensatz zu Offizieren der regulären Truppen verloren sie diesen Rang mit der Entlassung.

### Kanada
Nach Ausbruch des Ersten Weltkriegs im Jahr 1914 meldeten sich in Kanada rund 30.000 Freiwillige.
1917 kam es in Kanada zu einer Wehrpflichtkrise. Da sich nicht genügend Freiwillige für den Einsatz in Europa meldeten, setzte die konservative Bundesregierung von Premierminister Robert Borden 1917 die Einführung der Wehrpflicht durch. Diese Maßnahme spaltete das Land in zwei Lager: die englischsprachige Bevölkerungsmehrheit unterstützte die Wehrpflicht, im französischsprachigen Teil des Landes wurde sie mit großer Mehrheit abgelehnt. Letztlich waren nur einige tausend Soldaten von dieser Wehrpflicht betroffen.
Nach dem Beginn des Zweiten Weltkriegs meldeten sich im September 1939 54.873 Männer freiwillig. Im Juni 1940 meldeten sich 29.309 freiwillig; im Januar 1943 war es zum letzten Mal eine fünfstellige Zahl (12.079). 1941 gab es in Kanada genügend Freiwillige für die Bildung von fünf Übersee-Divisionen. Im Herbst 1944 kam es zur Wehrpflichtkrise von 1944.

### Australien
Australien hatte von 1903 bis 1980 zwei Armeen. Die Australian Imperial Force (AIF) bestand aus Freiwilligen und konnte an jedem Ort der Welt eingesetzt werden. Diese Armee kämpfte im Ersten und Zweiten Weltkrieg. Die Commonwealth Military Force durfte dagegen nur bei einem Angriff auf das australische Territorium eingesetzt werden und bestand aus Wehrpflichtigen.

### Irland
4983 irische Soldaten desertierten im Zweiten Weltkrieg aus ihrer – neutralen – Armee, um an der Seite britischer Truppen gegen Hitlerdeutschland zu kämpfen. Viele waren bei der Landung in der Normandie (Sommer 1944) dabei. In Irland gelten diese – inzwischen größtenteils verstorbenen – Männer bis 2012 nicht als Helden, sondern als Deserteure. Die überlebenden Heimkehrer wurden nach ihrer Rückkehr ohne Anhörung unehrenhaft aus der Armee entlassen, aller Militärpensionsansprüche enthoben und für sieben Jahre von jeder Beschäftigung beim Staat ausgeschlossen. Manche mussten sich sogar vor einem Kriegsgericht verantworten. Der Befehl dazu (Emergency Powers (No 362) Order 194) ist bis heute als ‘starvation order’ bekannt.
2011 begann ein pensionierter Taxifahrer aus Dublin eine Kampagne mit dem Ziel, diese Männer zu rehabilitieren. Irlands damalige Attorney General of Ireland Máire Whelan sollte 2012 in einem Gutachten entscheiden, ob nicht der Einsatz „gegen Tyrannei und Totalitarismus“ schwerer wiegt als diese spezielle Form der Desertion. Im Juni 2012 fiel die Entscheidung; Justiz- und Verteidigungsminister Alan Shatter entschuldigte sich im Namen des Staates bei diesen Männern.

### Großbritannien

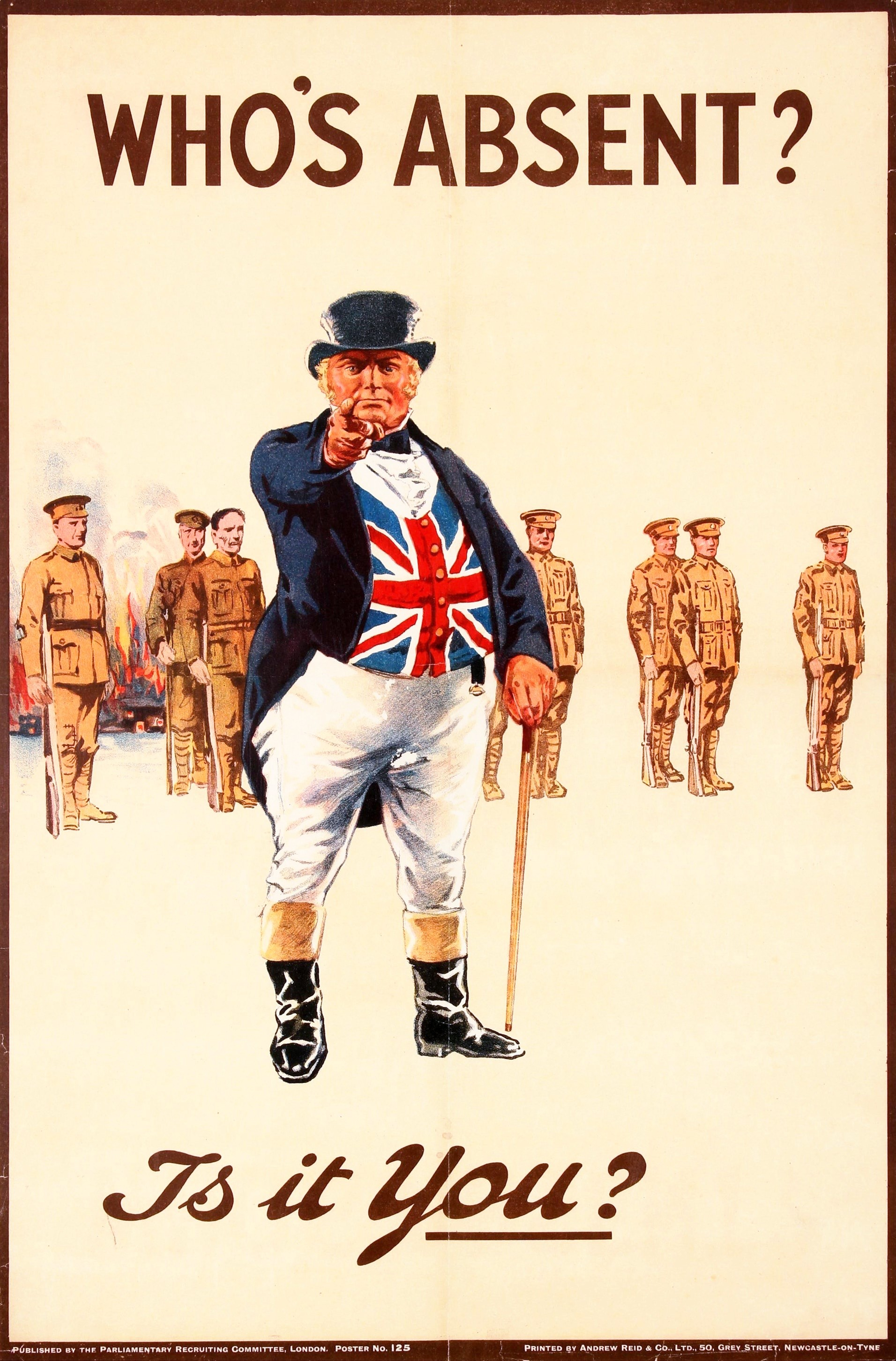
Britisches Propagandaplakat

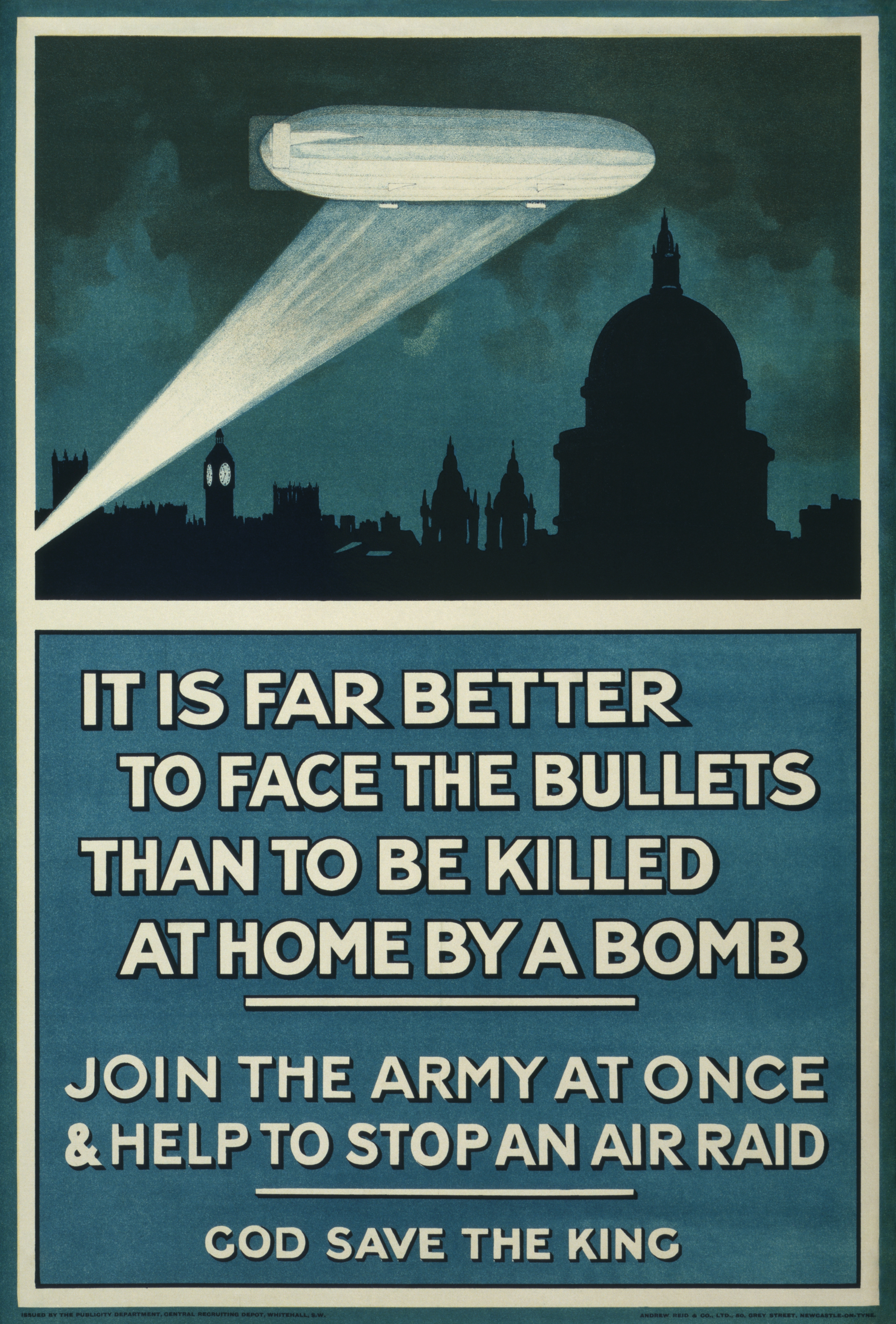
Propagandaplakat

In Großbritannien gab es ein „voluntary enlistment movement“. In den ersten zwei Kriegsmonaten des Ersten Weltkriegs traten etwa 761.000 Männer in die British Army ein (dies wurde vom Historiker Basil Williams 1918 als „the first rush“ bezeichnet). In einer Periode etwa vom 24. August bis zum 10. September erreichte diese Zahl einen Höhepunkt, dann brachen die Zahlen ein. Henkens betont (S. 68), dass die große Zahl der Freiwilligen erst erreicht wurde, nachdem schlechte Nachrichten von den Schlachtfeldern in Belgien und Frankreich eingetroffen waren.

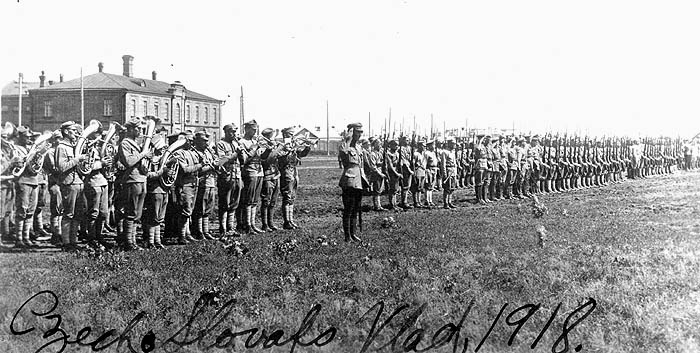
Parade der Tschechoslowakischen Legionen, 1918

### Tschechen und Slowaken
Die Tschechoslowakischen Legionen waren aus Tschechen und Slowaken gebildete militärische Verbände im Ersten Weltkrieg, die in Frankreich, Italien und in Russland aufgestellt wurden, um auf Seiten der Entente gegen die Mittelmächte zu kämpfen. Insgesamt umfassten diese Heeresformationen bis zu 250.000 Soldaten an allen Fronten. In Russland trat das dortige Tschechoslowakische Korps als Kampfverband an der russischen Westfront und selbständig im russischen Bürgerkrieg in Erscheinung. Analog zu den antibolschewistischen Weißfinnen, Weißpolen usw. wurden sie aufgrund ihrer Parteinahme für die Weiße Armee von den Bolschewiki als Weißtschechen bezeichnet. In Italien wurde aus Deserteuren der k.u.k. Armee eine tschechische Division aufgestellt und an der Piavefront eingesetzt.
In Frankreich meldeten sich schon früh zahlreiche Exiltschechen freiwillig zur Armee; Mitte 1914 entstand eine eigene Abteilung in der Fremdenlegion. Später unterzeichneten der französische Premier Georges Clemenceau und Edvard Beneš für den Tschechoslowakischen Nationalrat – ein Abkommen zur Aufstellung der tschechoslowakischen Nationalarmee als autonomer Verband innerhalb der französischen Streitkräfte.

### Indien
Am 10. Mai 1940 begann die deutsche Wehrmacht den Westfeldzug, zwei Wochen später war Großbritannien in Bedrängnis: das Britische Expeditionskorps musste in der Schlacht um Dünkirchen (26. Mai bis 5. Juni 1940) sein letztes Rückzugsgebiet räumen. Die Deutschen planten eine Invasion Großbritanniens. Führende politische Kräfte Indiens erklärten, nur in den Krieg eintreten zu wollen, wenn im Gegenzug Indien seine Unabhängigkeit erhalten würde. Der britische Generalgouverneur Lord Linlithgow erklärte am Beginn des Zweiten Weltkrieges den Kriegszustand des Indischen Empire mit Deutschland, ohne zuvor die indischen Politiker zu konsultieren. Zu Beginn des Krieges hatte Indien eine Armee von rund 200.000 Mann; bei seinem Ende hatten sich 2,5 Millionen Mann gemeldet. Dies war die größte Freiwilligen-Armee im Zweiten Weltkrieg. Britisch-Indien wurde nach Verhandlungen 1947 unabhängig.

## Bekannte Kriegsfreiwillige

### Befreiungskriege
- Joseph Freiherr von Eichendorff (1788–1857), deutscher Dichter und Schriftsteller der Romantik, Angehöriger des Lützowschen Freikorps
- Georg Friedrich Kersting (1785–1847), deutscher Maler der Romantik, Angehöriger des Lützowschen Freikorps
- Anna Lühring (1796–1866), nahm als Mann verkleidet und unter dem Namen Eduard Kruse an mehreren Gefechten teil
- Eleonore Prochaska (1785–1813), deutsche Freiheitskämpferin, nahm unter dem Namen August Renz an Kämpfen teil
- Carl Ludwig Sand (1795–1820), deutscher Student der evangelischen Theologie, radikaler Burschenschafter und Attentäter

### Sezessionskrieg
- Ludwig Blenker (1812–1863), deutscher Offizier, politischer Aktivist, General der Nordstaaten
- Friedrich Hecker (1811–1881), deutscher Rechtsanwalt, Politiker und Revolutionär. Zuletzt Oberst in der US-Armee
- Germain Metternich (1811–1862), deutscher Politiker und Revolutionär
- Prinz Felix zu Salm-Salm (1828–1870), deutscher Adliger und Abenteurer, diente freiwillig in der Armee der Nordstaaten, zuletzt als Oberst
- Alexander von Schimmelpfennig (1824–1865), preußischer Offizier, Revolutionär von 1848/49 und amerikanischer General
- Carl Schurz (1829–1906), deutscher Revolutionär von 1848/49, stieg als Ungedienter in den USA bis zum Generalmajor auf. Von 1877 bis 1881 Innenminister der USA
- Franz Sigel (1824–1902), badischer Offizier, Revolutionär von 1848/49, Freiwilliger im Sezessionskrieg, zuletzt Generalmajor der US-Armee.
- Gustav von Struve (1805–1870), deutscher radikaldemokratischer Revolutionär von 1848/49, diente im Sezessionskrieg freiwillig in der US-Armee
- August von Willich (1810–1878), preußischer Offizier, Revolutionär von 1848/49, zuletzt Generalmajor der Nordstaaten

### Deutsch-Französischer Krieg
- August von Willich (1810–1878), meldete sich erneut als Kriegsfreiwilliger, diesmal zur preußischen Armee, wurde jedoch aufgrund seines Alters abgelehnt
- Grafen Erich und Axel von Taube (1849–1870 und 1851–1870), Brüder, württembergische Kriegsfreiwillige, fielen miteinander

### Erster Weltkrieg
- Bernhard Adelung (1876–1943), sozialdemokratischer Landtagsabgeordneter von 1903 bis 1933
- Julius Andree (1889–1942), Professor für die Urgeschichte
- Paul Bäumer (1896–1927), deutscher Jagdflieger
- Carlo Curcio (1898–1971), Historiker und Politikwissenschaftler, Faschist
- Otto Dix (1891–1969), deutscher Maler und Grafiker, Vertreter des Dadaismus, NS-Opfer
- Franz Eichhorst (1885–1948), deutscher Maler, Radierer und Illustrator
- Franz Ernst (1891–1972), Jurist und ab 1944 Generalrichter
- Hans am Ende (1864–1918), einer der Maler aus der Künstlerkolonie Worpswede, wurde als Bataillonskommandeur in der Vierten Flandernschlacht bei der Eroberung Mesens schwer verletzt und erlag, ausgezeichnet mit dem Ritterkreuz des Königlichen Hausordens von Hohenzollern mit Schwertern, im Lazarett zu Stettin seiner Verletzung
- Paul Coelestin Ettighoffer (1896–1975), elsässischer Schriftsteller, Kriegsfreiwilliger 1914
- Walter Flex (1887–1917), deutscher Schriftsteller und Lyriker, gefallen in Estland
- Wilhelm Frankl (1893–1917), deutscher Jagdflieger jüdischer Herkunft, gefallen im Artois
- Wilhelm Kuhr (1865–1914), Bürgermeister von Pankow
- Walter Göttsch (1896–1918), deutscher Jagdflieger, Kriegsfreiwilliger seit Juli 1915
- Karl Heintz (1897–1978), deutscher Kriegsfreiwilliger, grub 1916 im Trommelfeuer zwei Verschüttete aus und rettete ihnen dadurch das Leben. Dafür wurde er mit der Bayerischen Tapferkeitsmedaille, dem höchsten bayerischen Kriegsorden für Nicht-Offiziere, ausgezeichnet.
- Paul Wilhelm Hermberg (1855–1915), deutscher Kaufmann und Fabrikbesitzer, meldete sich trotz seines Alters von fast 60 Jahren am 5. Oktober 1914 freiwillig und wurde zu einem Ersatz-Bataillon eingezogen. Infolge Überanstrengung erkrankte er schwer und starb im August 1915 an einem Gehirnschlag.
- Franz Marc (1880–1916), deutscher Maler des Expressionismus, gefallen in Verdun
- Adolf Hitler (1889–1945), österreichischer Staatsangehöriger in München, meldete sich als angeblich Staatenloser
- Adolf Hochgraefe (1896–1963), deutscher Politiker (SPD)
- Ernst Jünger (1895–1998), deutscher Schriftsteller, wurde durch seine Kriegstagebücher In Stahlgewittern bekannt
- Oskar Kokoschka (1886–1980), österreichischer Kunstmaler
- Edlef Köppen (1893–1939), deutscher Schriftsteller und Rundfunkredakteur, wurde durch seinen innovativen Anti-Kriegsroman Heeresbericht bekannt
- Heinrich Kraeger (1870–1945), deutscher Professor für Literaturgeschichte
- Hans Kollwitz (1892–1971), deutscher Mediziner, Sanitäter, Sohn von Käthe Kollwitz
- Peter Kollwitz (1896–1914), deutscher Student der Malerei und Bildhauerei, Sohn von Käthe Kollwitz, gefallen in Flandern
- Benno Kuhr (1896–unbekannt), nationalsozialistischer Politiker
- Hermann Kürz (1892–1941), deutscher Ingenieur und später Oberbürgermeister von Pforzheim
- Heinrich Lersch (1889–1936), deutscher Dichter, wurde schwer verwundet
- Hermann Löns (1866–1914), deutscher Schriftsteller, Journalist und Heimatdichter, gefallen als Kriegsfreiwilliger im September 1914
- August Macke (1887–1914), deutscher Maler des Expressionismus, gefallen in der Champagne
- Ernst Maisel (1896–1978), ab 1. Oktober 1944 Generalleutnant und stellvertretender Chef des Heerespersonalamtes
- Josef Mayr (1900–1957), nationalsozialistischer Politiker, Kriegsfreiwilliger 1917–18
- Eugen Moufang (1889–1967), deutscher Jurist, meldete sich 1914 als Kriegsfreiwilliger und diente bis zur Kapitulation 1918 im 1. Badischen Leib-Dragoner-Regiment Nr. 20
- Franz Moufang (1893–1984), deutscher Jurist, Friedensrichter und Kulturreferent, meldete sich 1914 als Kriegsfreiwilliger und diente bis zur Kapitulation 1918 im 1. Badischen Leib-Dragoner-Regiment Nr. 20
- Nicola Moufang (1886–1967), deutscher Jurist und Kunsthistoriker, meldete sich 1914 als Kriegsfreiwilliger und diente bis zur Kapitulation 1918 im 1. Badischen Leib-Dragoner-Regiment Nr. 20
- Georg Mühlberger (1880–unbekannt), deutscher Scharfschütze
- Nino Oxilia (1889–1917), italienischer Filmregisseur und Autor, fiel bei den Piaveschlachten am Monte Grappa
- Gustav Radbruch (1878–1949), deutscher Professor für Strafrecht und Rechtsphilosophie. 1916 wurde er freiwilliger Krankenpfleger; später diente er im Landwehr-Infanterie-Regiment Nr. 111 an der Westfront. im Oktober 1921 wurde er Reichsjustizminister im zweiten Kabinett von Joseph Wirth
- Joseph Roth (1894–1939), österreichischer Schriftsteller und Journalist
- Paul Schneider (1897–1939), deutscher evangelischer Pfarrer, Mitglied der Bekennenden Kirche, genannt der Prediger von Buchenwald, NS-Opfer
- Kurt Schumacher (1895–1952), deutscher sozialdemokratischer Politiker, NS-Opfer, von 1946 bis 1952 Parteivorsitzender der SPD, Mitglied des Bundestags
- Ernst Steiner (1885–1942), deutscher evangelischer Theologe und Pfarrer, NS-Opfer
- Ernst Toller (1893–1939), deutscher Schriftsteller, Dramatiker und linkssozialistischer Politiker, Kriegsfreiwilliger 1914
- Kurt von Unruh (1894–1986), deutscher Kunstmaler
- Johannes Vogel (1895–1962), deutscher Schriftsteller
- Joseph Wirth (1879–1956), deutscher Politiker (Deutsche Zentrumspartei) und vom 10. Mai 1921 bis zum 14. November 1922 Reichskanzler der Weimarer Republik. Er wurde 1914 für dienstuntauglich erklärt; daraufhin meldete er sich zum Roten Kreuz, für das er bis 1918 als Krankenpfleger an der Westfront tätig war.[19]
- Julian Wittmann (1891–1951), deutscher Jurist, diente als Gefreiter und später als Unteroffizier an der West- und an der Ostfront
- Erich von Zelewski (1899–1972), deutscher Offizier, zuletzt General der Waffen-SS, mit 15 Jahren jüngster Kriegsfreiwilliger im Ersten Weltkrieg

### Spanischer Bürgerkrieg
- Artur Becker (1905–1938), deutscher Kommunist, ab August 1937 in den Internationalen Brigaden
- Hans Beimler (1895–1936), deutscher Politiker der KPD, gestorben in Spanien.
- Julius Deutsch (1884–1968), österreichischer Sozialdemokrat, General der Internationalen Brigaden
- Adolf Galland (1912–1996), deutscher Jagdflieger in der Legion Condor
- Kurt Goldstein (1914–2007), Journalist, KPD-Mitglied, Interbrigadist, Überlebender von Auschwitz
- Herbert Ihlefeld (1914–1995), deutscher Jagdflieger in der Legion Condor
- Egon Erwin Kisch (1885–1948), deutsch-Tschechischer Journalist, Interbrigadist
- Kurt Lichtenstein (1911–1961), deutscher Journalist, Kommunist und Interbrigadist
- Günter Lützow (1912–1945), deutscher Jagdflieger in der Legion Condor
- Hans Marchwitza (1890–1965), deutscher Schriftsteller, KPD-Mitglied, Spanienkämpfer in den Internationalen Brigaden
- Erich Mielke (1907–2000), KPD-Funktionär, Interbrigadist
- Werner Mölders (1913–1941), deutscher Jagdflieger in der Legion Condor
- Heinz Trettner (1907–2006), Flieger in der Legion Condor, von 1964 bis 1966 Generalinspekteur der Bundeswehr
- Erich Weinert (1890–1953), deutscher Dichter, KPD-Mitglied, Interbrigadist

### Zweiter Weltkrieg
- Gert Bastian (1923–1992), deutscher Generalmajor, Politiker (Die Grünen), Mitglied des Bundestags
- Joseph Beuys (1921–1986), deutscher Aktionskünstler, Bildhauer, Zeichner, meldete sich 1941 freiwillig zur Luftwaffe
- Otto Carius (1922–2015), deutscher Apotheker, einer der erfolgreichsten Panzerkommandanten im Zweiten Weltkrieg
- Léon Degrelle (1906–1994), belgischer politischer Aktivist, Anführer der Rexisten, Freiwilliger an der Ostfront von 1941 bis 1945
- Joachim Fest (1926–2006), deutscher Historiker, Journalist und Schriftsteller
- Hans-Dietrich Genscher (1927–2016), deutscher Politiker (FDP), Vizekanzler, Außen- und Innenminister der Bundesrepublik Deutschland
- Günter Grass (1927–2015), deutscher Schriftsteller, Bildhauer, Maler, Grafiker und politischer Aktivist
- Liesl Karlstadt (1892–1960), deutsche Schauspielerin, verbrachte ab 1941 zwei Jahre bei einer Gebirgsjägereinheit, zuletzt als Obergefreiter.
- Pjotr Nikolajewitsch Krasnow (1869–1947), russischer General und Schriftsteller, stellte Wehrmachtseinheiten aus russischen Kriegsgefangenen und Emigranten auf
- Robert Leckie (1920–2001), US-amerikanischer Journalist und Autor
- Hans-Jürgen Massaquoi (1926–2013), Deutscher liberianischer Abstammung, Meldung abgelehnt
- Armin Mohler (1920–2003), schweizerischer Schriftsteller. Meldung abgelehnt
- Gerardus Mooyman (1923–1987), niederländischer Freiwilliger in der Waffen-SS, Ritterkreuzträger
- Agustín Muñoz Grandes (1896–1970), spanischer General und Kommandeur der Spanische Freiwilligendivision (Blaue Division) an der Ostfront
- Viktor Pavičić (1898–1943), kroatischer Oberst in der Wehrmacht und Befehlshaber des kroatischen Infanterie-Regiment 369, das in Stalingrad untergegangen ist
- Franz Riedweg (1907–2005), schweizerischer Arzt und Freiwilliger in der Waffen-SS
- Josef Schreiber (1919–1945), deutscher Oberfeldwebel, Ritterkreuzträger
- Christian Frederik von Schalburg (1906–1942), dänischer Offizier, Anführer des Freikorps Danmark an der Ostfront, gefallen in der Schlacht von Demjansk.
- Eugene Sledge (1923–2001), US-amerikanischer Autor und Hochschullehrer
- Hans-Jochen Vogel (1926–2020), deutscher Politiker (SPD), Mitglied des Bundestags

### Andere Kriege
- Während des polnisch-sowjetischen Krieges von 1919/1920 trat Charles de Gaulle (1890–1970) freiwillig der französischen Militärmission in Polen bei und war Infanterieausbilder der neuen polnischen Armee.
- Der französische Schauspieler Pierre Brice (1929–2015), bekannt als Darsteller des Winnetou, meldete sich mit 19 Jahren freiwillig zum Kriegseinsatz in Indochina
- Der US-Regisseur Oliver Stone diente und kämpfte von April 1967 bis November 1968 im Vietnamkrieg. Er bestand auf den Fronteinsatz. Seine Erfahrungen an der Front verarbeitete er später in den kriegskritischen Filmen Platoon, Geboren am 4. Juli (Born on the Fourth of July) und Zwischen Himmel und Hölle (Heaven & Earth).